# Zápisky z mrtvého domu
Zápisky z mrtvého domu, rusky Запи́ски из Мёртвого до́ма je román Fjodorа Michajloviče Dostojevského ve dvou částech, složený z několika samostatných vyprávění. Román vznikl v letech 1860–1861. Dostojevskij ho napsal pod dojmem vlastních zkušeností z věznění Omské pevnosti, kde pobýval v letech 1850–1854.

## Historie a okolnosti vzniku
Román má dokumentární charakter a seznamuje čtenáře s trudnými osudy odsouzených zločinců na Sibiři druhé poloviny 19. století. Autor uměleckým způsobem popisuje vše, co viděl a zažil během čtyř let, kdy byl sám vězněm katorgy v Omsku během let 1850 až 1854, kam byl poslán kvůli své účasti na petraševském hnutí. Román vznikal v letech 1860 až 1862 a první části byly publikovány v časopise „Vremja“.

## Další zpracování
V roce 1927 začal téma Dostojevského románu zpracovávat Leoš Janáček pro svou poslední operu Z mrtvého domu. Operu dokončil v červnu následujícího roku, v témže roce však také zemřel. Premiéry, která se konala 12. dubna 1930 v brněnském Národním divadle, se tak již nedočkal.